# Alfabet gupta
L'alfabet gupta (també conegut com a alfabet gupta brahmi o brahmi tardà; en sànscrit, गुप्त /गुप्त ब्रह्मी लिपी) és un alfabet usat per escriure sànscrit i associat a l'Imperi Gupta de l'Índia, un període de prosperitat material i grans desenvolupaments religiosos i científics. L'alfabet gupta prové del brahmi i va donar lloc als alfabets nagari, sharada i siddham. Aquests, al seu torn, van derivar en molts altres alfabets importants de l'Índia, entre ells el devanagari (l'alfabet més comú per escriure sànscrit d'ençà el segle XIX), el gurmukhi per a l'idioma panjabi, l'assamès, el bengalí i el tibetà.

## Orígens i classificació

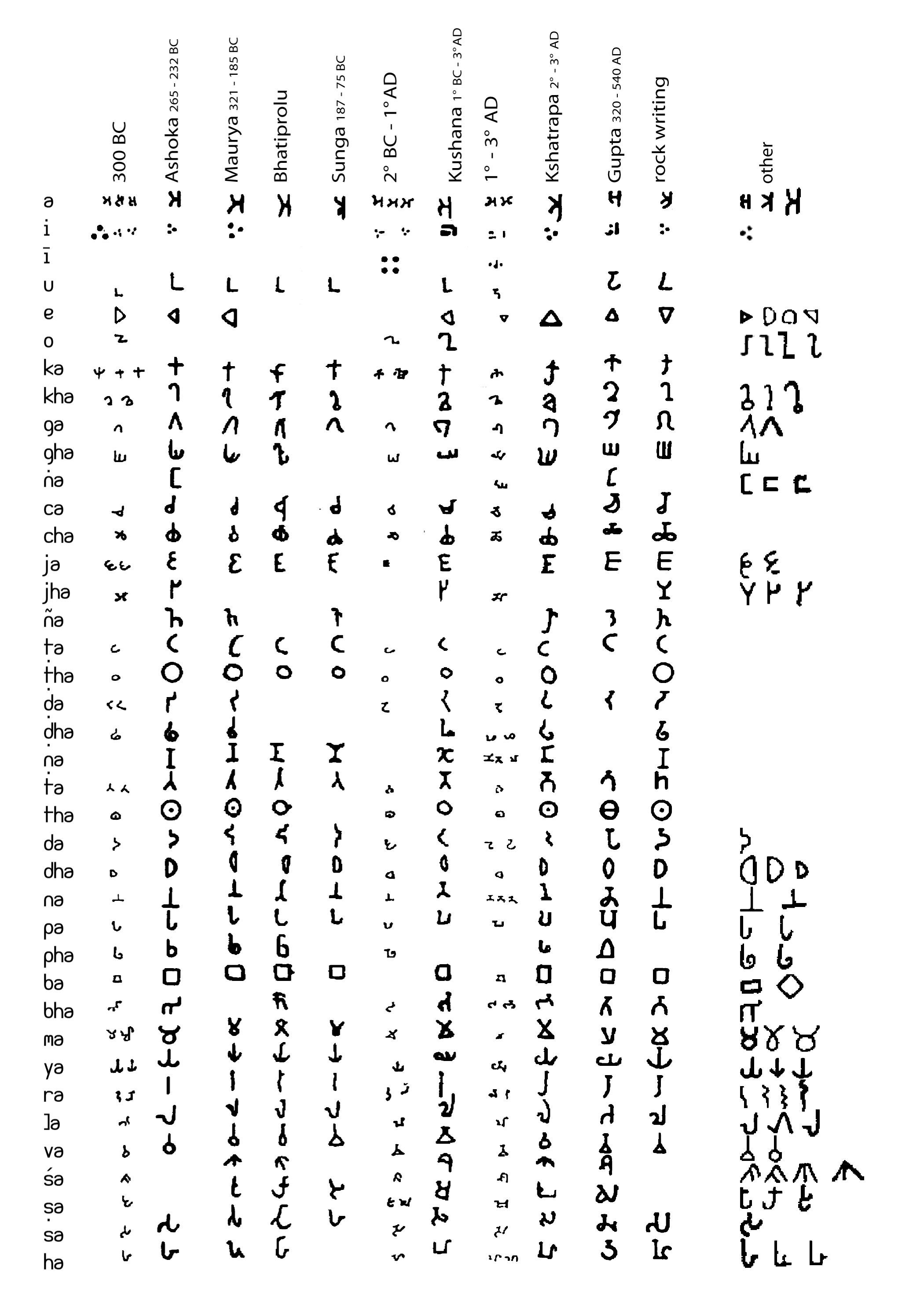
Brahmi i els seus alfabets descendents.

L'alfabet gupta procedeix de l'alfabet brahmi Asoka, i constitueix un enllaç essencial entre el brahmi i la majoria d'alfabets dels alfabets bràmics, tots ells sistemes d'escriptura alfasil·labaris o abugides. Això significa que només els fonemes consonàntics tenen símbols diferents, mentre que les vocals o bé no cal marcar-les quan és la vocal implícita (la /a/ en la majoria de llengües) o bé es marquen mitjançant signes diacrítics que acompanyen les consonants, quan és una vocal diferent de la implícita. De fet, l'alfabet gupta funciona exactament de la mateixa manera que els seus predecessors i successors, i varia només en les formes dels grafemes i dels signes diacrítics.
Durant el segle IV, les lletres comencen a prendre formes més cursives i simètriques, a causa del desig d'escriure més ràpidament i estètica. Això també va significar que l'alfabet es va tornar més diferent al llarg de l'Imperi, amb variacions regionals que han estat classificades àmpliament en tres, quatre i cinc categories; no obstant això, la classificació definitiva no està clara, ja que fins i tot en una sola inscripció pot haver-hi variació en com escriure un símbol específic. En aquest sentit, el terme “alfabet gupta” hauria de ser usat per referir-se a qualsevol sistema d'escriptura derivat del període gupta, malgrat que pot haver-hi manca d'uniformitat entre els diferents alfabets.

## Inscripcions
Les inscripcions de l'alfabet gupta que han sobreviscut es troben principalment en pilars de ferro o de pedra, i en monedes d'or de la dinastia Gupta. Una de les inscripcions més importants és la de 'Allahabad Prasasti'. Va ser composta per Harishena, poeta de la cort i ministre del Samudragupta. Descriu el regnat de Samudragupta, començant pel seu ascens al tron com a segon rei de la dinastia Gupta i inclou les conquestes d'altres regnes.

## Alfabet
| a | i | u | ṛ | e | o  |
| ā |   |   |   |   | au |

| k | kh | g | gh | ṅ |
| c | ch | j | jh | ñ |
| ṭ | ṭh | ḍ | ḍh | ṇ |
| t | th | d | dh | n |
| p | ph | b | bh | m |
| y | r  | l | v  |   |
| ś | ṣ  | s | h  |   |

## Numismàtica
L'estudi de les monedes gupta comença amb el descobriment d'una reserva de monedes d'or el 1783. Des de llavors s'han descobert moltes reserves, la més important de les quals és la de l'antiga ciutat de Bayana (situada en el districte de Bharatpur a Rajastán), trobada el 1946, el contingut del qual superava les 2000 monedes d'or encunyades pels reis Gupta. Moltes de les monedes de l'Imperi Gupta tenen inscripcions de llegendes o reflecteixen esdeveniments històrics. De fet, va ser un dels primers imperis de l'Índia a realitzar aquesta pràctica, probablement com a resultat de la seva prosperitat sense precedents. Gairebé tots els reis de Gupta van emetre monedes, començant pel seu primer rei, Chandragupta I
Les inscripcions de les monedes són d'una naturalesa diferent comparades amb les trobades en els pilars, cosa que s'atribueix al conservadorisme aplicat en les monedes que havien de ser acceptades com a diner, la qual cosa hauria previngut variacions regionals en l'escriptura en l'encunyació. A més, l'espai de les monedes era molt limitat, especialment en les monedes de plata i, per tant, molts dels símbols estan abreujats o incomplets. Un exemple són els símbols per /ta/ i /na/, que sovint se simplificaven en traços verticals.